# Menaces sur la ville
Pour plus de détails, voir Fiche technique et Distribution.

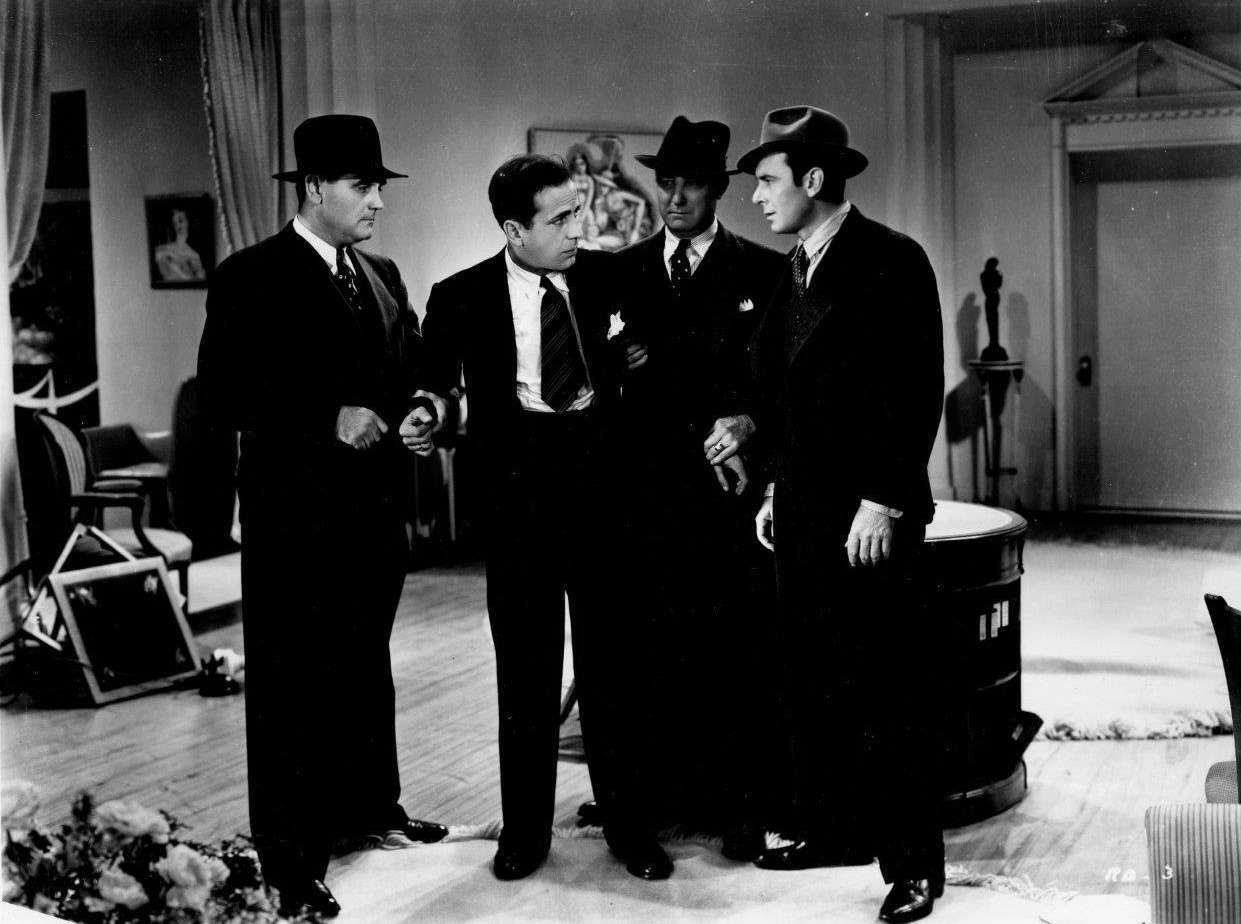
Humphrey Bogart et George Brent dans le film américain Menaces sur la ville (Racket Busters)

Menaces sur la ville (Racket Busters) est un film américain réalisé par Lloyd Bacon et sorti en 1938.

## Synopsis
Hugh Allison (Walter Abel), un avocat qui a la réputation de mettre les gangsters en prison, est engagé par la ville pour mettre fin aux raquettes des camionneurs. En réponse à sa nomination, les racketteurs, dirigés par John Martin (Humphrey Bogart), s'en prennent aux camionneurs pour les forcer à rejoindre leur organisation.

## Fiche technique
- Titre original : Racket Busters
- Titre français : Menaces sur la ville
- Réalisation : Lloyd Bacon
- Scénario : Robert Rossen, Leonardo Bercovici
- Direction artistique : Esdras Hartley (en)
- Costumes : Howard Shoup
- Photographie : Arthur Edeson
- Son : Robert B. Lee
- Montage : James Gibbon
- Musique : Adolph Deutsch
- Producteur : Samuel Bischoff
- Société de production : Warner Bros.
- Société de distribution : Warner Bros.
- Pays de production : États-Unis
- Langue originale : anglais
- Format : noir et blanc — 35 mm — 1.37:1 — son monophonique
- Genre : Drame
- Durée : 71 min
- Dates de sortie :
  - États-Unis : 16 juillet 1938
  - France : 7 décembre 1938
- Affiche : Jacques Bonneaud (France)

## Distribution

### Acteurs principaux
- Humphrey Bogart : John Martin
- George Brent : Denny Jordan
- Gloria Dickson : Nora Jordan
- Allen Jenkins : 'Skeets' Wilson
- Walter Abel : Hugh Allison
- Henry O'Neill : Gouverneur
- Penny Singleton : Gladys
- Anthony Averill : Crane
- Oscar O'Shea : Pop
- Elliott Sullivan : Charlie Smith
- Fay Helm : Mme Smith
- Joe Downing : Joe
- Norman Willis : Gus
- Don Rowan : Kimball

### Acteurs secondaires
- Irving Bacon : un homme (non crédité)
- Egon Brecher : Peters (non crédité)
- Glen Cavender : un conducteur de camion (non crédité)
- Harvey Clark : le marchand (non crédité)
- William B. Davidson : le Président du syndicat des camionneurs (non crédité)
- John Harron : le sténographe d'Allison (non crédité)
- Stuart Holmes : Vic Thompson, un nettoyeur (non crédité)
- Vera Lewis : le voisin de Jordan (non crédité)
- Jack Mower : homme en civil (non crédité)
- Harry Myers : le sténographe (non crédité)
- James Nolan : Jim Smith, le secrétaire d'Allison (non crédité)
- Paul Panzer : un conducteur de camion (non crédité)
- James Pierce : l'acolyte de Martin (non crédité)
- John Ridgely : le conducteur du camion à la bande jaune (non crédité)
- Harry Tenbrook : l'acolyte de Martin (non crédité)
- Charles Trowbridge : le deuxième juge (non crédité)